# Ostatni film o Legii Cudzoziemskiej
Ostatni film o Legii Cudzoziemskiej (ang. The Last Remake of Beau Geste) – amerykańska komedia z 1977. Jeden z dwóch filmów wyreżyserowanych przez popularnego aktora komediowego Marty'ego Feldmana. Film jest parodią przenoszonej wcześniej często na ekran powieści Beau Geste autorstwa Percivala Christophera Wrena. W szczególności nawiązuje do powstałej w 1939 ekranizacji z Garym Cooperem w roli głównej. 

## Obsada
- Marty Feldman – Digby Geste
- Michael York – Beau Geste
- Ann-Margret – Flavia Geste
- Peter Ustinov – sierżant Markov
- Roy Kinnear – Boldini
- Henry Gibson – gen. Pecheur
- Trevor Howard – Sir Hector Geste
- Spike Milligan – Crumble, lokaj
- Sinéad Cusack – Isabel Geste
- James Earl Jones – szejk
- Terry-Thomas – naczelnik więzienia
- Ted Cassidy – Johns, niewidomy legionista
- Henry Polic II – kpt. Merdmanger
- Burt Kwouk – o. Shapiro
- Irene Handl – pani Wormwood
- Hugh Griffith – sędzia
- Roland MacLeod – dr Crippen
- Avery Schreiber – Hakkim, sprzedawca wielbłądów
- Martin Snaric – Rudolf Valentino
- Ed McMahon – Arab opisujący bitwę
- Gwen Nelson – starsza kobieta na sali rozpraw

## Opis fabuły
Bogaty arystokrata Sir Hector Geste po śmierci żony adoptuje dwóch chłopców, którym nadaje imiona Beau i Digby. W kilka lat później żeni się on ponownie z młodą i piękną Flavią. Przebiegła kobieta chce przejąć rodzinny skarb Geste'ów jakim jest diament o nazwie "Błękitne Wody". Aby ratować honor rodziny Beau Geste kradnie drogocenny kamień i wyrusza do Afryki Północnej, gdzie zaciąga się do Legii Cudzoziemskiej. Tam trafia do oddziału bezwzględnego sierżanta Markova. Niebawem dołącza do niego Digby. Ich śladem podąża również Flavia.